# Comansacris hirsutus
Comansacris hirsutus är en insektsart som beskrevs av Ronderos och Cigliano 1990. Comansacris hirsutus ingår i släktet Comansacris och familjen gräshoppor. Inga underarter finns listade i Catalogue of Life.